# كايو سيزار (لاعب كرة قدم مواليد 2004)
كايو سيزار أندرادي ليما (مواليد 15 فبراير 2004)، المعروف باسم كايو سيزار، هو لاعب كرة قدم برازيلي محترف يلعب كجناح لنادي الهلال السعودي.

## مسيرته الكروية
ولد كايو في ماسايو، ألاغواس، وانضم إلى فريق الشباب في كوريتيبا في عام 2018، وعمره 14 عامًا. في 15 ديسمبر 2022، جدد عقده مع النادي حتى عام 2024، وتم ترقيته إلى الفريق الأول لموسم 2023.
في 8 فبراير 2023، أعلن كوريتيبا تجديد عقد كايو حتى عام 2026.